# Хоф (район)
Хоф (нем. Hof) — район в Германии, в  административном округе Верхняя Франкония Республики Бавария. Центр района — город земельного подчинения Хоф, официально в состав района не входит. Региональный шифр — 09 475. Регистрационные номера транспортных средств — HO.
По данным на 31 декабря 2015 года / 31 декабря 2015 года:
- территория — 89 251,85 га;[3]
- население  — 96 429 чел.;[1]
- плотность населения — 108.24 чел./км²;
- землеобеспеченность с учётом внутренних вод — 9239 м²/чел.

## Административное устройство

Муниципалитеты района Хоф (Бавария)

Район подразделяется на 27 общин.
Городские общины
1. Зельбиц (4 746)
2. Лихтенберг (1 154)
3. Мюнхберг (11 508)
4. Найла (8 410)
5. Реау (9 991)
6. Хельмбрехтс (9 454)
7. Шауэнштайн (2 143)
8. Шварценбах-ам-Вальд (5 181)
9. Шварценбах-ан-дер-Зале (7 851)

Ярмарочные общины
1. Бад-Штебен (3 615)
2. Оберкотцау (5 843)
3. Целль-им-Фихтельгебирге (2 281)
4. Шпарнекк (1 761)
5. Штаммбах (2 599)

Сельские общины
1. Берг (2 577)
2. Вайсдорф (1 305)
3. Гаттендорф (1 205)
4. Герольдсгрюн (3 148)
5. Дёлау (4 170)
6. Иссигау (1 162)
7. Кёдиц (2 734)
8. Конрадсройт (3 552)
9. Лойпольдсгрюн (1 391)
10. Регницлозау (2 615)
11. Тёпен (1 225)
12. Троген (1 627)
13. Файлич (2 894)

Объединения общин
Управление Лихтенберг
Управление Файлич
Управление Шауэнштайн
Управление Шпарнекк

## Население
По оценке на 31 декабря 2015 года население района Хоф составляет 96 429 чел. 

| Дата      | 1840  | 1871  | 1900  | 1925  | 1939  | 1950   | 1961   | 1970   | 1987   | 2011  |
| --------- | ----- | ----- | ----- | ----- | ----- | ------ | ------ | ------ | ------ | ----- |
| Население | 71618 | 80596 | 83833 | 90550 | 94272 | 128803 | 120656 | 120158 | 105628 | 99371 |

| Год       | 1960   | 1970   | 1980   | 1990   | 2000   | 2009   | 2010   | 2011  | 2012  | 2013  | 2014  | 2015  |
| --------- | ------ | ------ | ------ | ------ | ------ | ------ | ------ | ----- | ----- | ----- | ----- | ----- |
| Население | 119999 | 120149 | 111077 | 108314 | 109026 | 101252 | 100234 | 98787 | 97873 | 97096 | 96608 | 96429 |

## Внешние ссылки
- Официальная страница